# اولاجالی
اولاجالی (به ترکی آذربایجانی: Ulacalı) یک منطقه مسکونی در جمهوری آذربایجان است که در شهرستان صابرآباد واقع شده است. اولاجالی ۳۵۵۲ نفر جمعیت دارد.

## دین
در مسجد جامع اولاجالی یک هیئت مذهبی وجود دارد.